# 毕宿三
毕宿三，即金牛座δ¹（δ¹ Tau，δ¹ Tauri）是一颗位于金牛座的三合星系统，它是离太阳系最近的疏散星团——毕宿星团的成员之一，距离地球约153光年。由于毕宿三的位置接近黄道，故经常被月球所遮掩。此外，太阳系的行星如水星与金星等也有可能遮掩它，但这现象非常罕见。上一次发生金星掩毕宿三是在1818年1月3日。
毕宿三的主星毕宿三A是一颗橙色K-型巨星，是毕宿星团六颗巨星中的一颗，视星等为+3.77。毕宿三A的亮度是太阳的74倍，半径是太阳的11.6倍，质量是太阳的2.6倍。表面温度是4965K。它的伴星毕宿三B亮度12等，距离主星107角秒。它可能和主星没有任何物理联系。但是，通过对月掩毕宿三的观测，天文学家发现一颗更近的伴星毕宿三C，距离主星的平均距离是1.76AU，围绕主星旋转的时间为530天。
在中国古代星官系统中，毕宿三属于西方白虎七宿中毕宿第三星，这也是毕宿三名字的来由。它的西方传统名字为Hyadum II，意思为毕宿星团第二亮星。